# Robert McLachlan (cyclisme)
Pour les articles homonymes, voir Robert McLachlan et McLachlan.
Robert McLachlan, né le 17 avril 1971 à Canberra, est un ancien coureur cycliste australien.

## Biographie
En 1992, il participe au contre-la-montre par équipes des Jeux olympiques de Barcelone. Coureur cycliste de niveau national, il a notamment remporté les première et troisième éditions de l'UCI Oceania Tour.

## Palmarès
- 1991
  - 5e étape du Tour de Suède
- 1992
  - 6e et 12e étapes de la Commonwealth Bank Classic
- 2003
  - Tour of Baw Baw
  - Tour of the Otway Rangers
  - 3e étape du Tour of Sunraysia
  - 1re, 2e, 6e et 10ea étapes du Tour de Nouvelle-Calédonie
- 2004
  - National Road Series
  - 2e et 3e étape du Canberra Tour
  - Tour of Baw Baw
  - 4e, 10e et 11e étapes du Herald Sun Tour
  - 2e du championnat d'Australie sur route
  - 2e du Canberra Tour
- 2005
  - UCI Oceania Tour
  - Canberra Tour :
    - Classement général
    - 2e étape

  - 3e et 6e étapes du Tour de Corée
  - 3e, 7e, 8e et 9e étapes du Tour du Gippsland
  - 5e et 7e étapes du Tour de Tasmanie
  - 1re étape du Tour of the Murray River
  - 2e du championnat d'Australie sur route
- 2006
  - National Road Series
  - 1re, 2e, 3e et 7e étapes du Tour de Taïwan
  - Tour de l’Île Chong Ming :
    - Classement général
    - 1re et 3e étapes

  - Canberra Tour :
    - Classement général
    - 1re et 3e étapes

  - 2e et 6e étapes du Tour de Corée
  - Tour of the Murray River :
    - Classement général
    - 2e, 4e et 5e étapes

  - Grafton to Inverell Classic
  - Melbourne to Warrnambool Classic
  - 2e, 4e, 8e et 9e étapes du Tour de Tasmanie
  - 2e étape du Tour de Southland
  - 2e du Tour de Southland
  - 3e du Tour de Taïwan
- 2007
  - UCI Oceania Tour
  -  Champion d'Océanie sur route
  - 6e étape du Tour de Taïwan
  - 3e étape du Mersey Valley Tour
  - 2e du championnat d'Australie sur route
  - 2e du Tour de Taïwan
  -  Médaille de bronze au championnat d'Océanie du contre-la-montre
  - 3e du Mersey Valley Tour

## Classements mondiaux
| Année            | 2005 | 2006 | 2007 |
| ---------------- | ---- | ---- | ---- |
| UCI Oceania Tour | 1er  | 41e  | 1er  |
| UCI Asia Tour    | 85e  | 10e  | 56e  |